# نلی هالستد
نلی هالستد (انگلیسی: Nellie Halstead; ۱۹ سپتامبر ۱۹۱۰ – ۱۱ نوامبر ۱۹۹۱) بازیکن فوتبال، ورزشکار دو و میدانی، و جوشکار اهل بریتانیا بود.